# Wapen van Parijs
Het wapen van Parijs heeft zijn oorsprong in de middeleeuwen. Dit wapen toont een schip, als verwijzing naar de handel die Parijs dreef. 
De havens van Parijs waren vanaf de open zee te bereiken via de Seine. Het grootste gilde, het schippersgilde, gaf aan de stad haar wapen, tezamen met het devies: Fluctuat nec mergitur (het schommelt op de golven, maar gaat niet onder).
Vele openbare gebouwen in Parijs vertonen het wapen, waaronder het Hôtel de Ville, de treinstations, de bruggen en basis- en middelbare scholen. Het hoofdkantoor van de Politie van Parijs voert een logo dat is geïnspireerd op het wapen van de stad.

## Geschiedenis

Het wapen van Parijs voordat het oude wapen in ere werd hersteld

Het schip op het schild van Parijs kwam voor het eerst voor op een stadszegel uit de 13e eeuw en geeft het belang van scheepvaart op de Seine weer. Koning Karel V gaf de stad in 1358, toen hij nog Prins was, toestemming voor het voeren van een wapen. Dit wapen is direct afkomstig van het wapen van het schippersgilde. De voorzitter van dit gilde werd in 1260 onder Lodewijk IX verkozen tot provoost van de handelaren van Parijs, toen gelijk aan de status van burgemeester. Het wapen van het gilde voerde een zeilboot en deze werd ook aangenomen als het wapen van de stad.
Gedurende het Eerste Franse Keizerrijk werd het schildhoofd vervangen door een rood schildhoofd met daarin drie gouden bijen.

## Beschrijving
Het blazoen luidt als volgt: "In keel een schip, uitgerust en gekleed, van zilver drijvend op dezelfde golflengte bewegend van de punt, de chef van azuur met fleur de lis van goud."
Het schild is in tweeën gedeeld, het schildhoofd toont de gouden fleur de lis tegen een blauwe achtergrond. Dit deel van het wapen is afkomstig van de Franse koningen. De eerste Franse koning, Clovis I, nam de fleur de lis op in zijn persoonlijke wapen. Alle koningen na hem hebben dit voorbeeld gevolgd. Het schip is van zilver op een rode achtergrond. Dit deel van het wapen is afkomstig van het schippersgilde dat Parijs heeft gekend.
Het motto is afkomstig uit de 16e eeuw en bleef tot aan de Franse Revolutie in stand. Op 24 november 1853 werd het door Georges-Eugène Haussmann weer officieel geïnstalleerd.
De kroon op het wapen is een kroon in de vorm van een muur, een zogenaamde muurkroon. Deze laat zien dat de stad Parijs deel uitmaakt van de republiek. De medailles die Parijs mag voeren zijn het Légion d'honneur (bij besluit van 9 oktober 1900), het Croix de Guerre 1914-1918 (bij besluit van 28 juli 1919) en het Ordre de la Libération (bij besluit van 24 maart 1945).